# Религия в Санкт-Петербурге

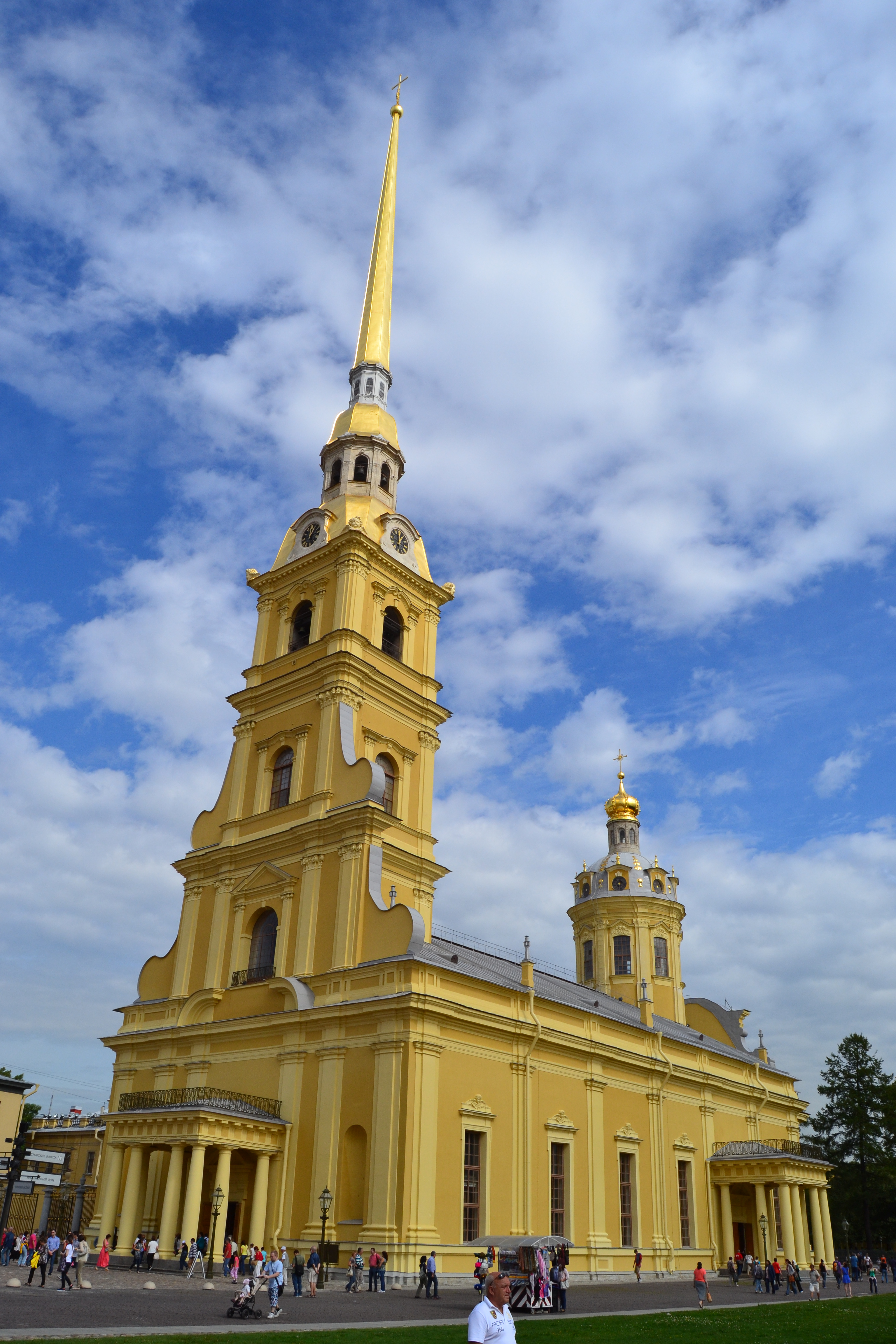
Петропавловский собор (1733) — старейший храм города

По данным различных социологических опросов больше половины жителей Санкт-Петербурга «верят в Бога» (до 67% по данным ВЦИОМ на 2002 год). Среди верующих подавляющее большинство являются православными (57%), вторыми по численности являются мусульмане, затем идут протестанты и католики. Из неавраамических религий представлены буддисты и некоторые малочисленные другие.

## Православие в Санкт-Петербурге
Православные, согласно официальным данным, образуют 131 общину РПЦ МП. Есть также небольшое количество старообрядцев. Старейшим храмом города является Петропавловский собор (1733), а крупнейшим — Казанский собор (1811). В 2017 году велись ожесточенные споры относительно передачи верующим Исаакиевского собора (1858), который в прежние времена был кафедральным. В число достопримечательностей города входят Чесменская церковь (1780), Смольный собор (1835) и храм Спаса на Крови (1908). Православная церковь в Петербурге имеет Духовную академию (1721), Духовную семинарию и четыре монастыря: Александро-Невская лавра, Троицкий, Новодевичий и Иоанновский. С Петербургом (или его территорией) связаны имена христианских святых Александра Невского, Иоанна Кронштадтского, Ксении Петербургской, их мощи хранятся в городе.

## Неправославные храмы Санкт-Петербурга
Значительно меньше представлены другие христианские деноминации: пятидесятники (23 общины), лютеране (19 общин), баптисты (13 общин), католики (7 общин), адвентисты (6 общин). Из них старейшая церковь на Невском проспекте принадлежит католикам (Базилика святой Екатерины, 1783). В городе работает католическая высшая духовная семинария «Мария — Царица Апостолов». До Великой Отечественной войны существовало отдельное Выборгское римско-католическое кладбище (1856-1939). Высока в городе доля концентрации лютеранских храмов: до 3-х в одном квартале («финский», «немецкий» и «шведский»). С лютеранами связано старейшее иноверческое кладбище Петербурга Смоленское (1747). В центре города на Невском проспекте расположена и армянская христианская церковь.
Мусульмане являются второй по численности религиозной группой в Петербурге, однако они объединены лишь в 3 общины. В центре города ещё в начале XX века была возведена действующая и по сей день Санкт-Петербургская соборная мечеть, которая была закреплена за татарской общиной. В связи с увеличением доли мусульманского населения в начале XXI века была открыта Коломяжская мечеть. Сами мусульмане оценивают свое присутствие в городе в 247 тыс. человек (2018)
Иудаизм также является традиционной религией для Петербурга. В конце XIX века на Лермонтовском проспекте была возведена Большая хоральная синагога. C 1875 года в Петербурге существует еврейское кладбище.
Не менее традиционной для Петербурга является буддистская религия, которая практикуется в построенном ещё в начале XX века Дацане. Численность буддистов в городе в 2015 году оценивалась в 15 тыс. человек.
Есть в городе последователи бахаизма. В 1992 году они провели в Санкт-Петербурге всероссийский Съезд Бахаи. С советских времен существует община кришнаитов (вайшнавы). В 1999 году Свидетели Иеговы построили свое культовое сооружение ("зал конгрессов") на Коломяжском проспекте, однако в 2017 году их организацию признали в России экстремистской и запретили. На момент запрета число иеговистов в городе насчитывалось в 12 тыс.. В 2013 году мормоны пытались возвести свой храм в районе Шувалово, но натолкнулась на сопротивление местных активистов.

## Ленинградский период
После Революции 1917 года Церковь была отделена от государства и православие утратило статус господствующей конфессии. Пришедшая к власти партия большевиков проводила антирелигиозную пропаганду. Одним из первых в 1919 году был закрыт Петропавловский собор. Так в 1928 году был закрыт крупнейший в городе Исаакиевский собор, а в 1932 году Казанский собор превращен в музей религии и атеизма. В советский период хранительницей православной святыни Казанской иконы Божьей матери являлся Князь-Владимирский собор. Одним из немногих "незакрывающихся" соборов советского времени стал Никольский морской собор.

## Храмы-памятники
Всего в городе 229 культовых зданий находятся в собственности или ведении религиозных объединений. Среди них памятники архитектуры федерального значения: Исаакиевский собор, Казанский собор, Сампсониевский собор, Смольный собор, Петропавловский собор, Николо-Богоявленский морской собор, Владимирский собор, Софийский собор, Троице-Измайловский собор, Феодоровский (Государев) собор, собор Спас на Крови, Троицкий собор Александро-Невской лавры, православные монастыри (Александро-Невская лавра, Иоанновский ставропигиальный женский монастырь, Воскресенский Новодевичий монастырь, Свято-Троицкая Сергиева Приморская пустынь), Армянская Апостольская церковь Святой Екатерины, католический Храм Святой Екатерины Александрийской, Католический монастырь Святого Антония Чудотворца, Лютеранская церковь Святых Петра и Павла, Голландская реформатская церковь, Соборная и кафедральная мечеть, Большая хоральная синагога, Буддийский дацан и другие.

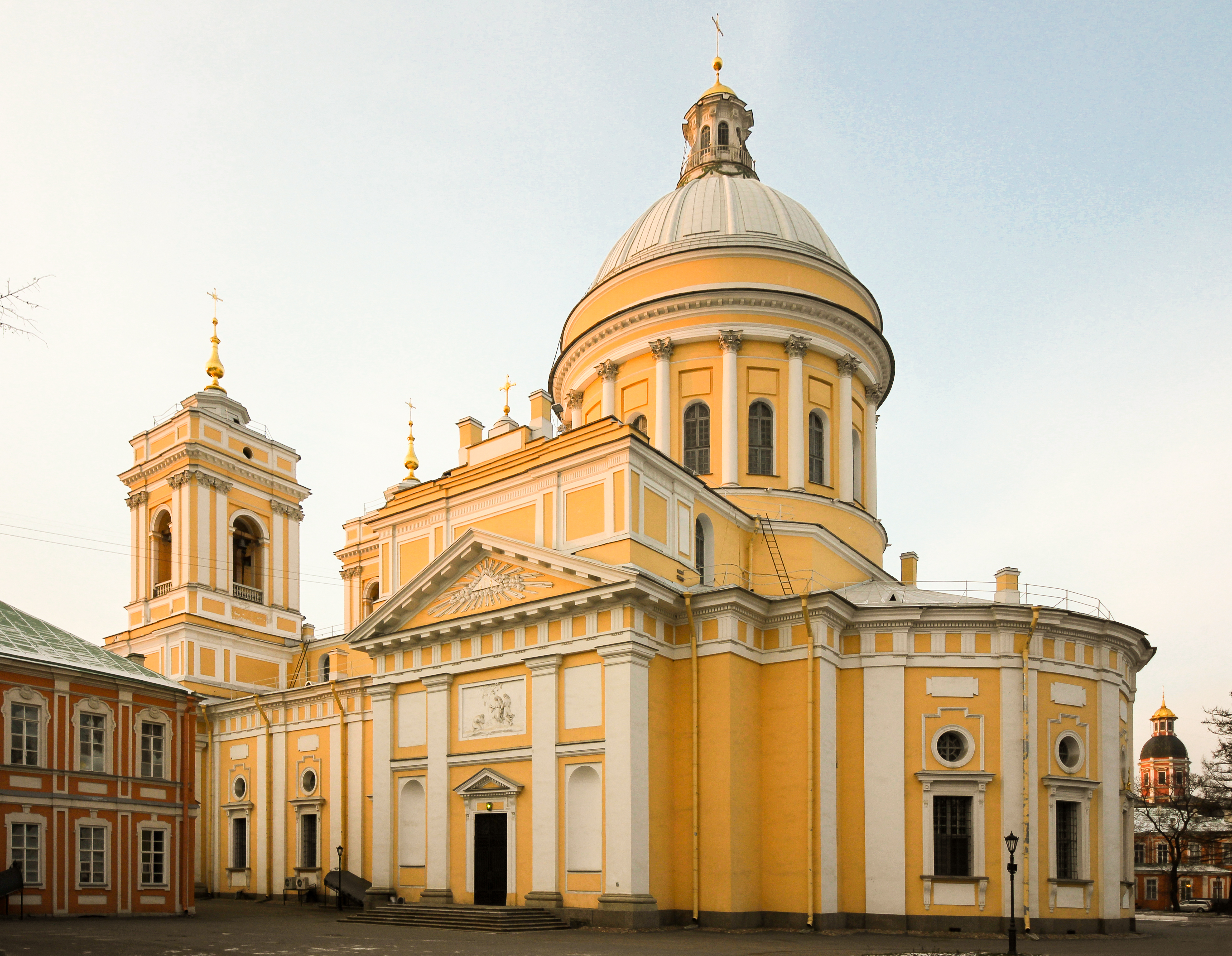
Троицкий собор Александро-Невской лавры
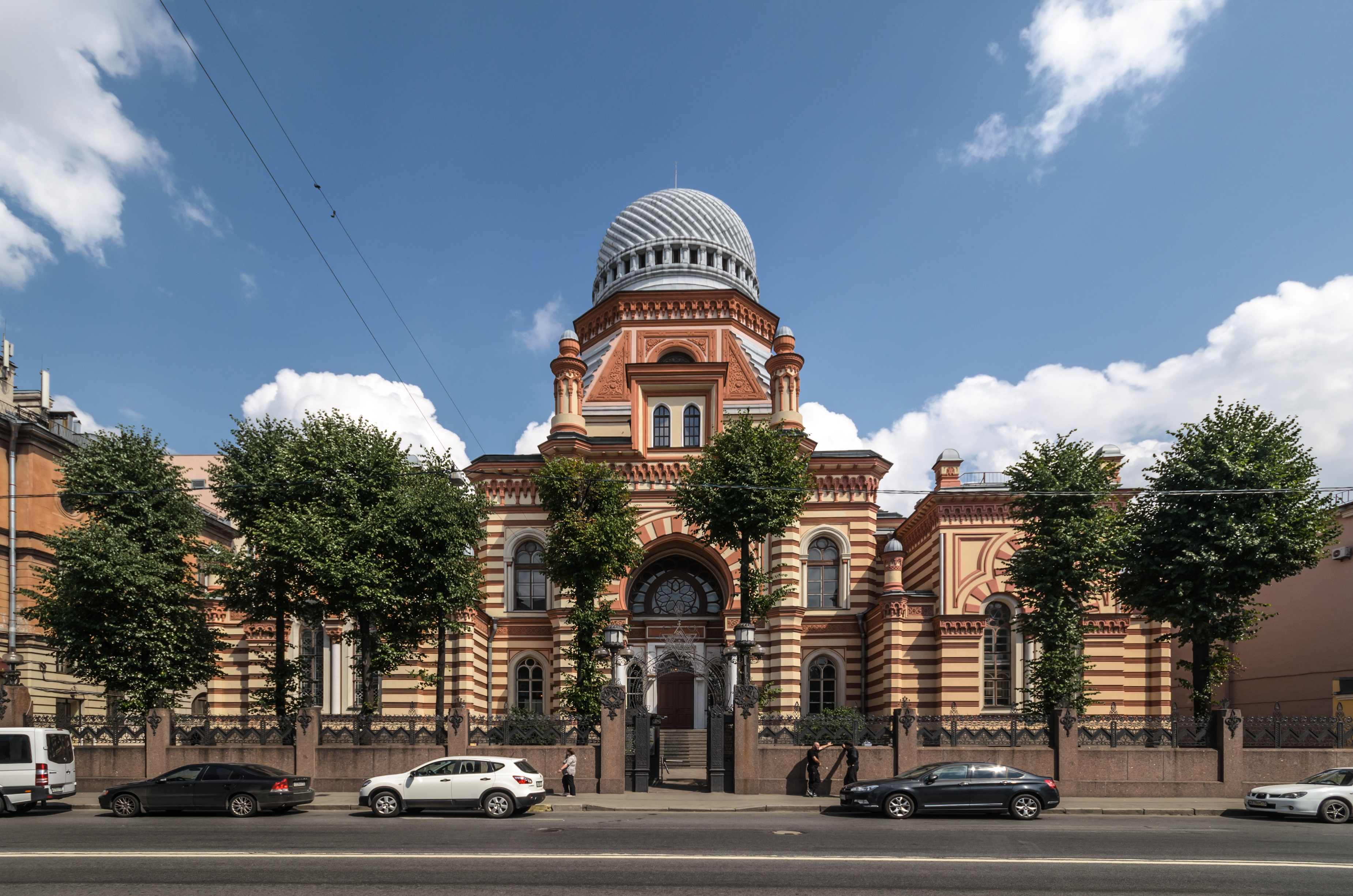
Большая хоральная синагога
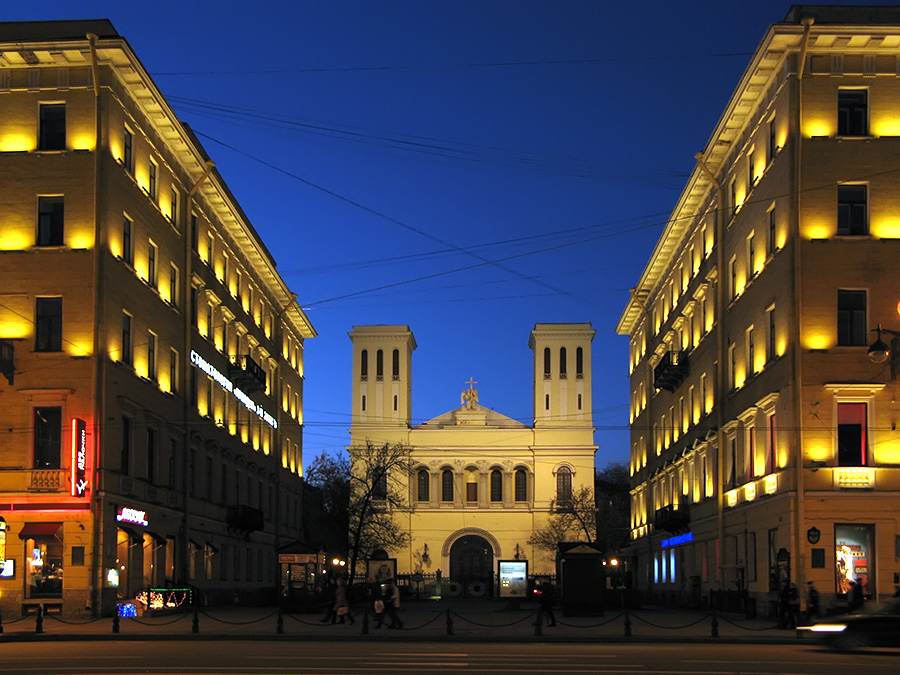
Лютеранская церковь Святых Петра и Павла
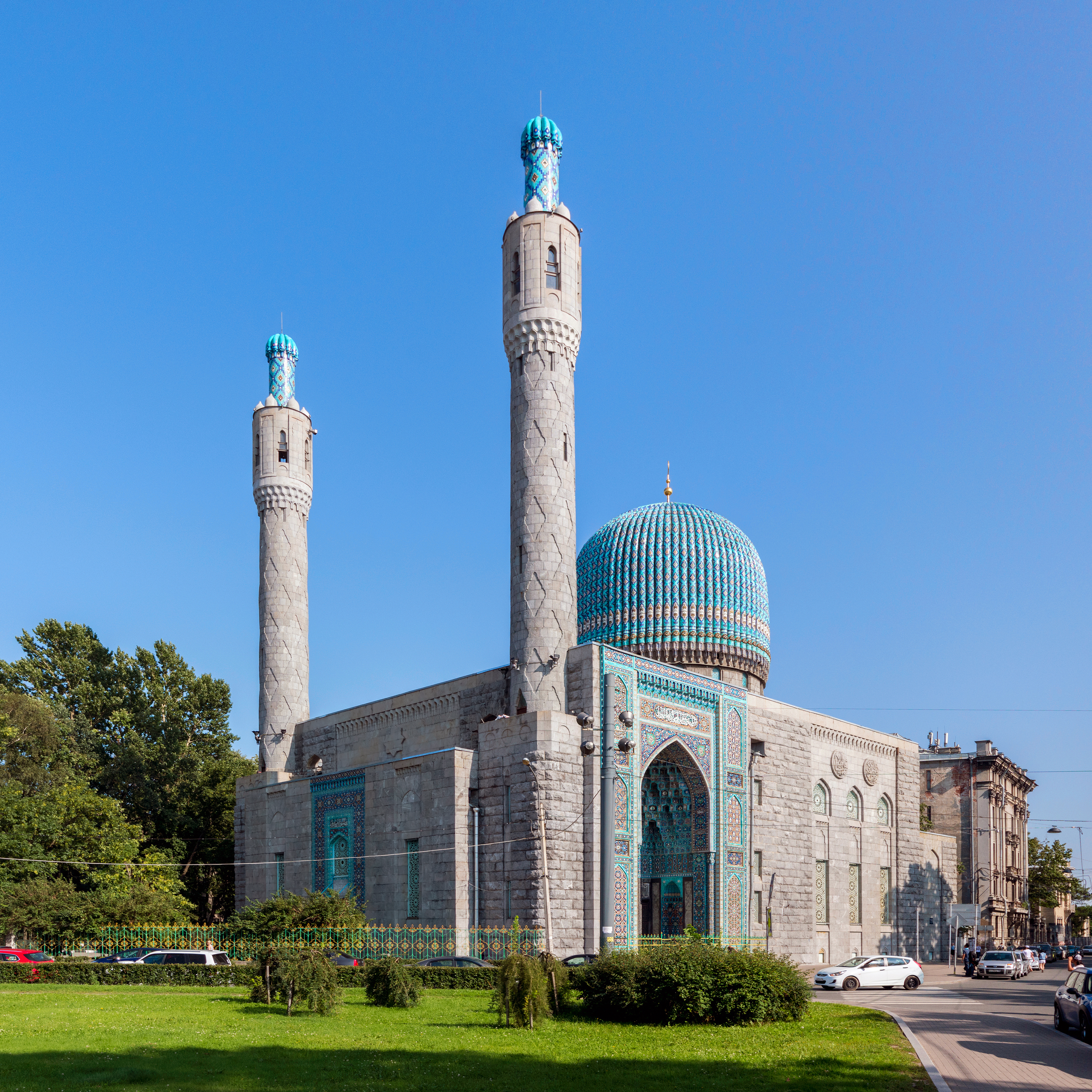
Соборная и кафедральная мечеть
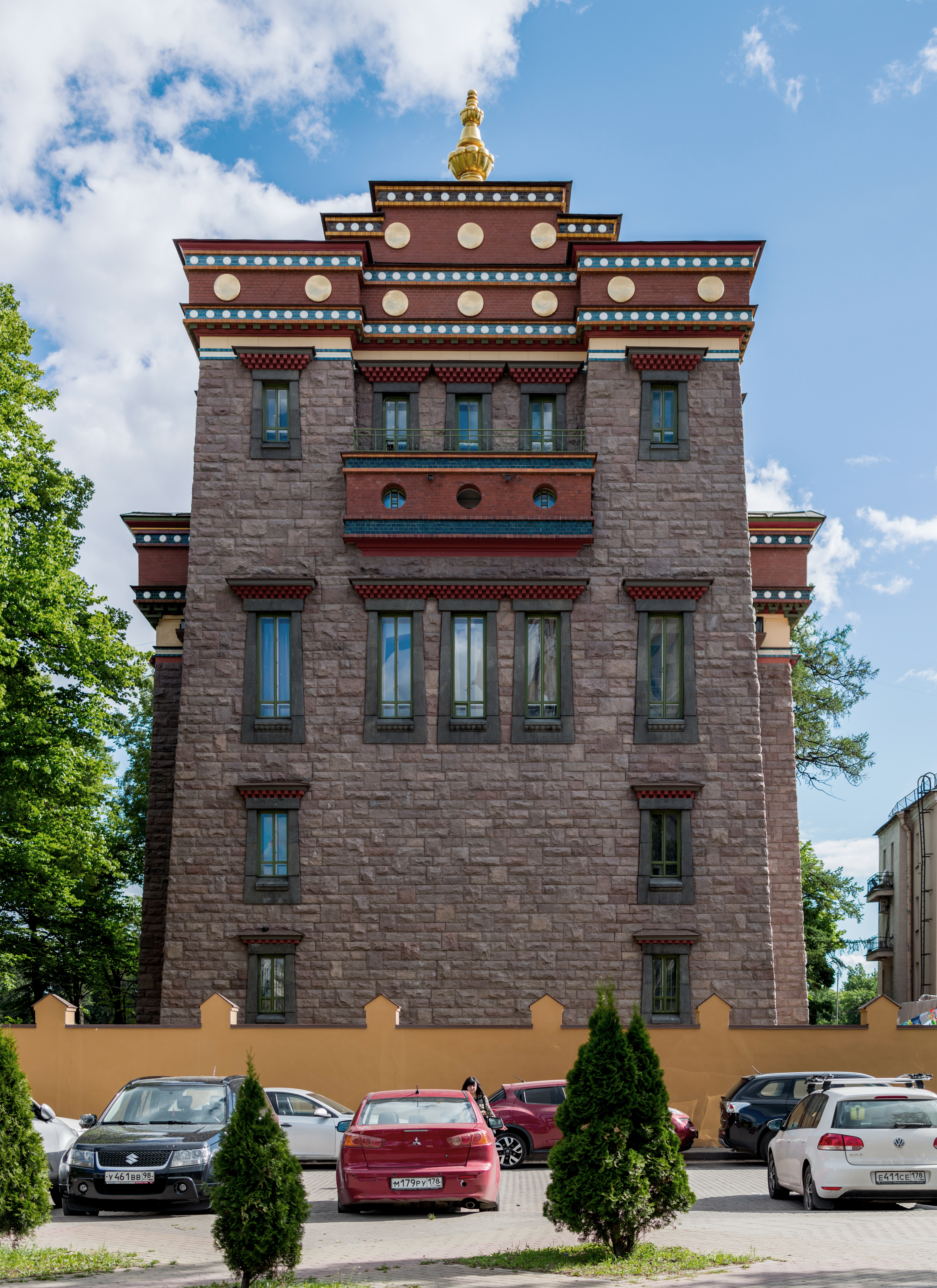
Буддийский храм «Дацан Гунзэчойнэй»